# .450 No 2 Nitro Express

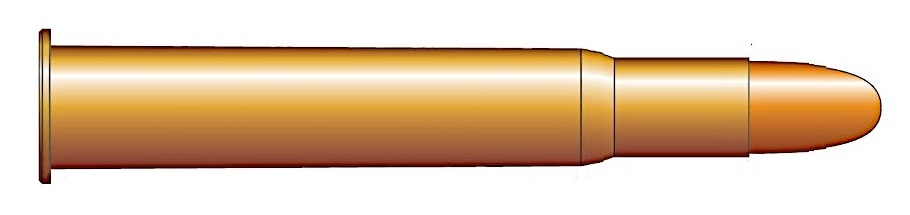
O .450 No 2 Nitro Express.

O .450 No 2 Nitro Express (abreviado para .450 No 2 NE e também conhecido como .450 Nitro Express 3½-inch) é um cartucho de fogo central metálico com aro em formato de"garrafa", para rifles de grosso calibre desenvolvido pela Eley Brothers em 1903.

## Projeto
O .450 No 2 NE é um cartucho de calibre .458 polegadas (11,6 mm) em formato de"garrafa", projetado para uso em rifles de tiro único e duplos. Ele dispara um projétil de 480 grãos (31 g) a mais de 2.175 pés por segundo (663 m/s).
O .450 No 2 NE tem um estojo longo de 3,5 polegadas (89 mm) que tem uma grande capacidade volumétrica, em comparação com outros cartuchos Nitro Express semelhantes, tem um aro mais grosso e paredes mais espessas. O tamanho do estojo do cartucho proporciona a ele algumas das pressões de câmara mais baixas entre os cartuchos Nitro Express que, quando combinada com seu aro grosso e paredes espessas, torna-o quase isento da possibilidade de ficar preso na câmara.

## Dimensões

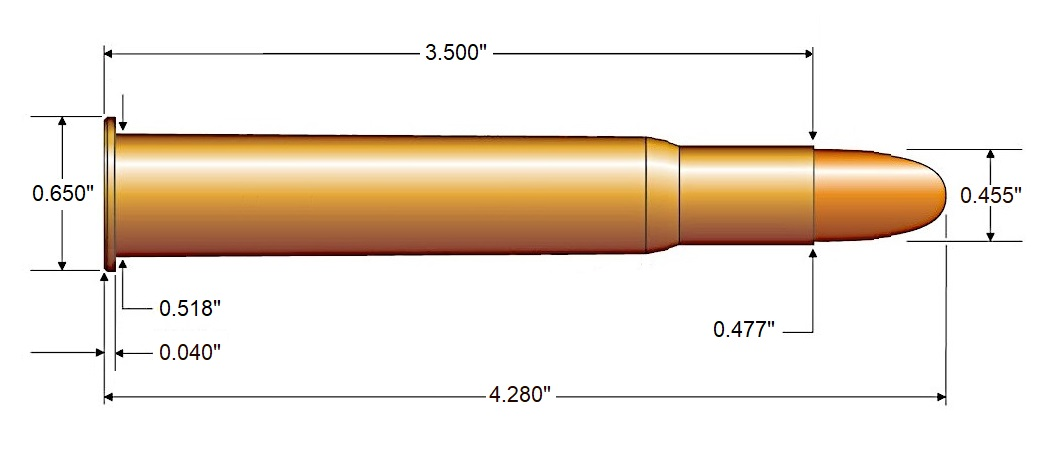

### Histórico
Após os primeiros problemas de extração ocorridos com o revolucionário .450 Nitro Express que foi criado pela John Rigby & Company em 1898, a Eley deu um passo incomum para a época, de criar seu próprio cartucho completamente novo e lançá-lo no mercado em 1903, permitindo que todos fabricantes de rifles pudessem fabricar armas com câmaras para sua munição. Isso era incomum por dois motivos: o primeiro era que esse cartucho não tinha um antepassado do tipo "Express" de pólvora negra, o segundo é que ele foi projetado por um fabricante de munições, enquanto a maioria dos cartuchos da época eram projetados por fabricantes de rifles. O .450 No 2 NE recebeu esse nome para diferenciá-lo do original.
Balisticamente, o .450 No 2 NE é quase idêntico ao .450 Nitro Express original e o .500/450 Nitro Express da Holland & Holland que também pretendia substituir o original. No entanto, os primeiros problemas iniciais do .450 Nitro Express foram logo resolvidos e o .450 No 2 NE nunca alcançou a popularidade de seu predecessor.
Seguindo a proibição do Exército Britânico em 1907 da munição do calibre .450 na Índia e no Sudão, a Eley desenvolveu o .475 No 2 Nitro Express, estreitando o .450 No 2 NE.

## Utilização
O .450 No 2 NE é adequado para todas as caças de grande porte perigosas, incluindo elefantes. Em seu livro African Rifles and Cartridges, John "Pondoro" Taylor afirmou que o .450 No 2 NE é tão bom quanto, mas não melhor do que qualquer outro cartucho Nitro Express nos calibres .450-.476 em termos de poder de abate. Taylor afirma ainda que há um apelo psicológico associado ao .450 No 2 NE, o tamanho do enorme cartucho dá ao caçador a confiança de que ele está carregando uma arma mais mortal do que aquela que contém um cartucho semelhante.
Pondoro Taylor possuía quatro rifles com câmara no .450 No 2 NE, com eles matou várias centenas de elefantes, dezenas de rinocerontes e várias centenas de búfalos. Outros usuários notáveis deste cartucho incluem Philip Percival, que caçava com um par de rifles duplos por ação de caixa em .450 No 2 NE feitos por Joseph Lang e Nripendra Narayan, marajá de Cooch Behar, que caçou com uma grande bateria de rifles, incluindo um rifle duplo em .450 No 2 NE da Manton & Co.